# Chimarrhis
Chimarrhis é um género botânico pertencente à família Rubiaceae.